# Ferdinand Bastian
Pour les articles homonymes, voir Bastian.
Ferdinand Bastian, né à Strasbourg le 27 mai 1868, où il est mort le 29 juin 1944, est un écrivain et poète alsacien, cofondateur du Théâtre alsacien de Strasbourg avec Julius Greber, Karl Hauss et Gustave Stoskopf.
En 1903 il reprend le mythe du Hans im Schnockeloch – l'éternel insatisfait –, issu de la tradition orale et déjà mis en vers au XIXe siècle par Adolphe Stoeber, pour en proposer la  première adaptation théâtrale,avec musique, chants et danses. La pièce est créée à Strasbourg pendant la saison 1903-1904.

## Œuvres
Liste des pièces publiées jusqu'en 1914 :
- 1897 : D'r Vetter Bläsel
- 1899 : D'r ney Jean
- 1900 : D'r Millionegartner
- 1901 : D'r Dorfschmidt
- 1903 : Junggselle
- 1903 : s' Chinesisch Loos
- 1903 : D'r Hans im Schnockeloch
- 1905 : E Serenädel
- 1907 : D'r schwarz Kaffee
- 1907 : Im Wald
- 1907 : s' Dunneraxl
- 1907 : E komischi Erbschaft
- 1908 : D'r Kindbetter (en collaboration avec Ernst Clausen)
- 1908 : Vor'm Friddesrichter (Gerichtssitzung üss alte Zitte)
- 1909 : s'Deiffele
- 1911 : Es spückt
- 1912 : Andres Ruffenach
- 1914 : Alles verliebt.

Publié en 1932
- 1932 : Märchenland (Originalmärchen )[6]